# Pölle 12 (Quedlinburg)

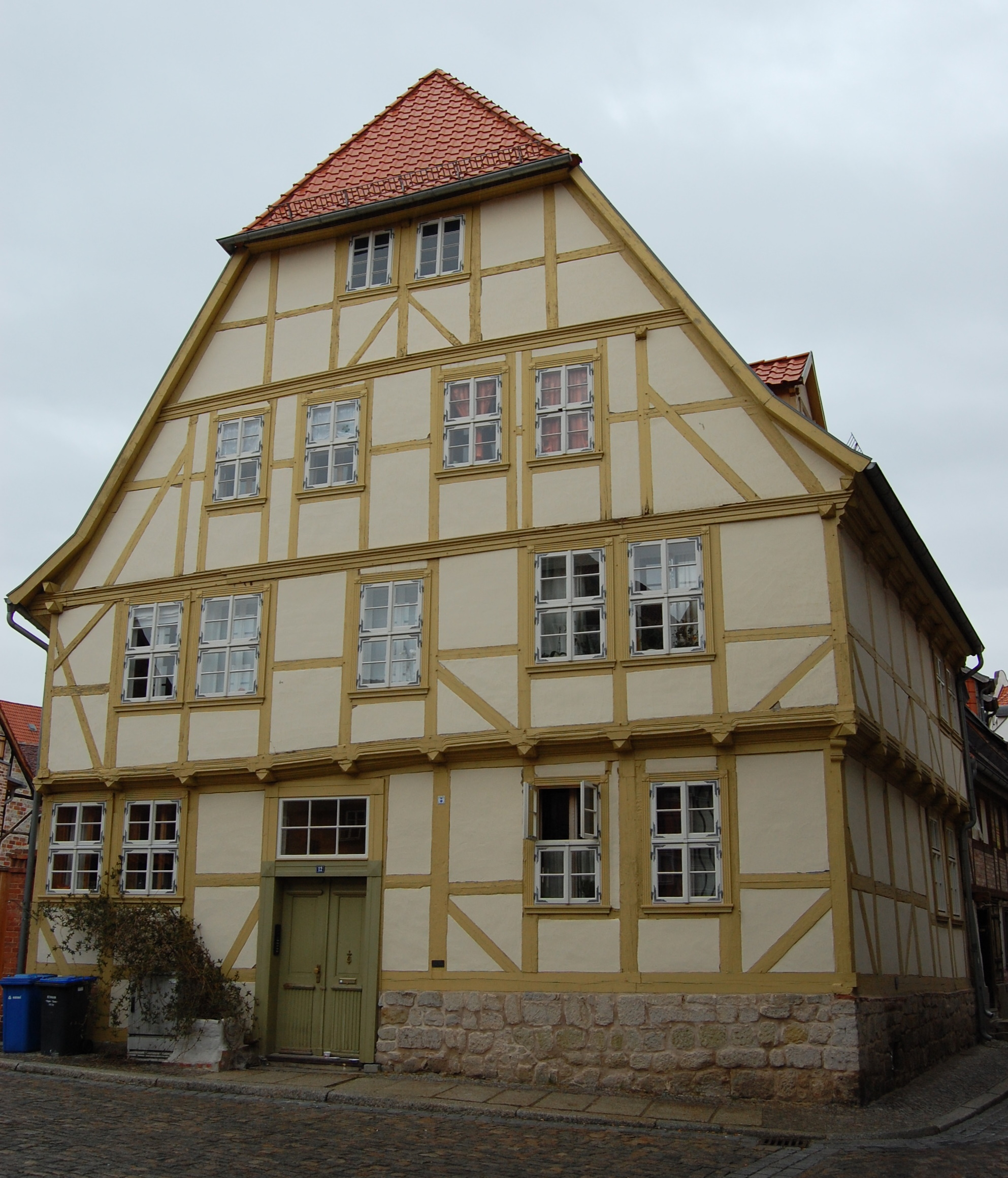
Haus Pölle 12

Das Haus Pölle 12 ist ein denkmalgeschütztes Gebäude in der Stadt Quedlinburg in Sachsen-Anhalt.

## Lage
Es befindet sich südöstlich des Marktplatzes der Stadt, östlich der Einmündung der Straße Hölle auf die Straße Pölle. Im Quedlinburger Denkmalverzeichnis ist es als Wohnhaus eingetragen.

## Architektur und Geschichte
Das Fachwerkhaus entstand nach einer Bauinschrift im Jahr 1712. Andere Angaben nennen die Zeit um 1680. Bedeckt ist das Gebäude mit einem hohen Krüppelwalmdach, wobei der Dachstuhl noch bauzeitlich ist. An der Fassade befinden sich Pyramidenbalkenköpfe. Prägend für das Gebäudeerscheinung ist der große Westgiebel.
Anfang des 19. Jahrhunderts wurde das Haus im Stil des Klassizismus verputzt. Zugleich entstand die noch heute vorhandene Eingangstür. Im Jahre 2000  wurde der Putz entfernt und das Fachwerk wieder freigelegt.